# Monte Cavo
(Luigi Pirandello, che sul monte Cavo compose L'esclusa)
Il monte Cavo (950 m s.l.m.) è la seconda montagna per altezza del complesso dei Colli Albani detto anche Vulcano Laziale, quiescente da circa 10 000 anni, ed è un cono vulcanico di scorie. Si trova nel comune di Rocca di Papa, all'interno del Parco regionale dei Castelli Romani.

## Descrizione
Si tratta di un cono vulcanico ben visibile da tutte le altre cime dei Colli Albani e dalla città di Roma, adiacente alla caldera vulcanica che va fino al Maschio delle Faete. Tutti i suoi versanti sono coperti da boschi di faggio, castagno e quercia. Dalla cima la visuale spazia normalmente a sud e ovest sul Lago di Nemi e il sottostante Lago Albano, a ovest il Mar Tirreno, ad est e sud le altre cime dei Colli, a nord-est i Monti Tiburtini, la Capitale a nord. In casi di grande visibilità atmosferica la vista spazia oltre: a nord sul Monte Soratte, i Monti Sabatini e i Monti Cimini, a sud verso l'Agro Pontino e le isole Ponziane.

### Clima
Il clima di monte Cavo è tipico delle zone appenniniche di bassa e media montagna, risentendo in parte dell'azione mitigratrice del vicino Mar Tirreno. Gli inverni sono mediamente freddi, con minime che a volte scendono sotto lo zero. Le nevicate sono possibili, sebbene poco abbondanti e con scarsa durata del manto nevoso al suolo. Nel febbraio 2012, tuttavia, l'accumulo ha superato il metro di altezza. Le estati sono fresche e gradevoli, senza particolari eccessi di calura.

## Storia

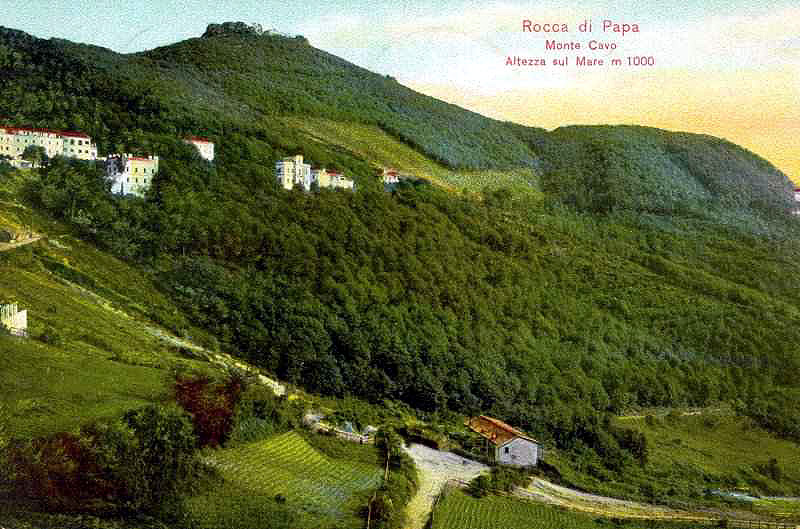
Monte Cavo in una cartolina dei primi del 900

### Iuppiter Latiaris e la via sacra
Il mons Albanus, ossia monte Albano o monte di Alba, fu sede di un abitato protostorico latino sviluppatosi nell'età del bronzo finale e nella prima età del ferro (XII-VIII secolo a.C.), i cui resti archeologici sono stati riconosciuti solo nel 1977. Il nome attuale deriva dalla vicina città latina di Cabum, corrispondente a Rocca di Papa, ed è stato preceduto dalle versioni monte Gabo e monte Gavo da cui l'odierno oronimo di monte Cavo.
Fu una montagna sacra per i popoli preromani del Lazio, e successivamente anche per i Romani, poiché vi sorgeva il tempio di Iuppiter Latiaris, una delle più ambite mete di pellegrinaggio per i popoli latini e nei secoli di dominazione romana. Il percorso, che partiva dall'Urbe, si diramava per oltre 30 chilometri, passando per il Lago di Nemi, ove si adorava Diana Nemorensis ("Diana del bosco sacro"), dea della Caccia, per poi raggiungere la base della montagna, dalla quale iniziava una strada lastricata in basalto, detta appunto via sacra o via trionfale, che con un percorso di 6 km, ottimamente conservatosi finora, giungeva al tempio.
Fu Tarquinio Prisco che fissò un tempio comune ai Latini, agli Ernici ed ai Volsci sul monte Albano, dove ogni anno si sarebbero celebrate feste in onore di Iuppiter Latiaris. Inoltre Giove Laziale conferiva il potere a chi veniva eletto a capo della confederazione latina, il dictator latinus. Sul mons Albanus, tra gennaio e marzo, si svolgevano le Feriae latinae. I Consoli appena insediati dovevano sacrificare a Giove Laziale e indire le "ferie latine". Quando il console otteneva una vittoria in guerra doveva anche celebrare il trionfo sul monte Albano.

### Tempio pagano, romitorio, albergo
La storia del tempio di Iuppiter Latiaris si interruppe nel medioevo, quando al posto del tempio pagano fu costruito un eremo dedicato a San Pietro, ad opera di un eremita dalmata. Fu visitato da Papa Pio II nel 1463, e successivamente anche da Papa Alessandro VII. Dopo gli eremiti dalmati vi si stabilirono i religiosi polacchi di Edmondo di Buisson, i Trinitari spagnoli ed infine i Missionari fiamminghi.

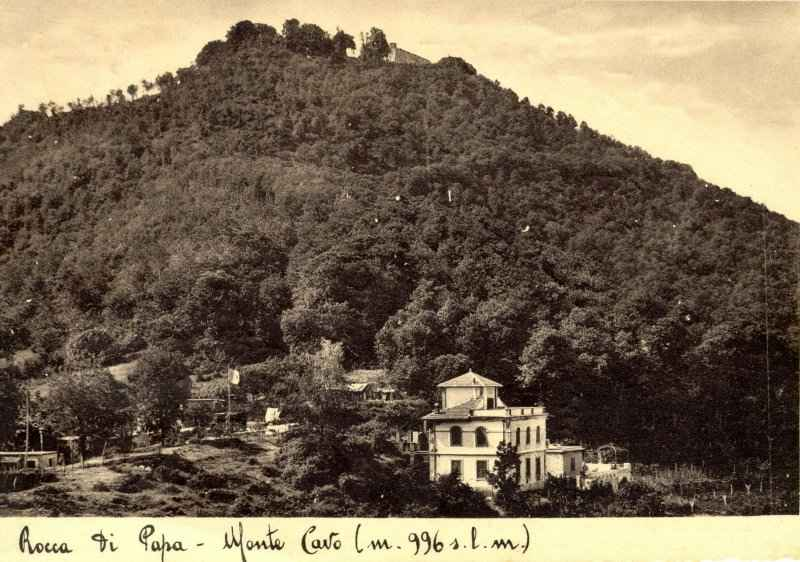
Monte Cavo nel 1936, con un'indicazione erronea dell'altezza massima del monte, frutto di rilevamenti sommari e poco accurati

Il romitorio fu poi convertito in monastero nel 1727. Nel 1758 vi vennero i passionisti di San Paolo della Croce e nel 1783 fu restaurato, usando i materiali del tempio di Giove, per volere di Enrico Benedetto Stuart, duca di York, vescovo della diocesi di Frascati. Durante questo periodo, furono ospiti nel monastero Carlo Emanuele IV di Savoia e sua moglie Maria Clotilde (1800), Pio IX nel 1852, e Francesco II delle Due Sicilie nel 1865. I missionari abbandonarono il monastero nel 1889, quando i Colonna affittarono l'ultimo piano dello stabile al Ministero dell'Agricoltura.
Nel 1890 però il ministero non rinnovò il contratto, lasciando che la struttura fosse adibita ad albergo, che ospitò tra gli altri: Umberto di Savoia, Armando Diaz (che soggiornò nel paese e venne ricordato con una lapide commemorativa posta dinanzi l'abitazione), il re d'Inghilterra Edoardo VIII con sua moglie Wallis Simpson, e la scrittrice svedese Amelie Posse Brazdova che me descrive il soggiorno nel V° capitolo del libro Roman Round About.
Oggi la struttura è in stato di abbandono.

### Le testimonianze
Sono molti i personaggi che dal XVIII secolo in poi hanno lasciato la loro testimonianza, e hanno colto fonte di ispirazione, dalla bellezza del panorama.
Innanzitutto Johann Wolfgang von Goethe, che risaltò il fatto che dalla cima del monte si potessero ammirare contemporaneamente sia il Lago di Nemi che il Lago Albano, ma anche Hans Christian Andersen, George Sand, Gioacchino Belli, Massimo d'Azeglio, Luigi Pirandello e molti altri.
Papa Pio II inoltre, centinaia di anni prima, nel 1463, scrisse nei suoi Commentarii di aver visto persino il monte Amiata.

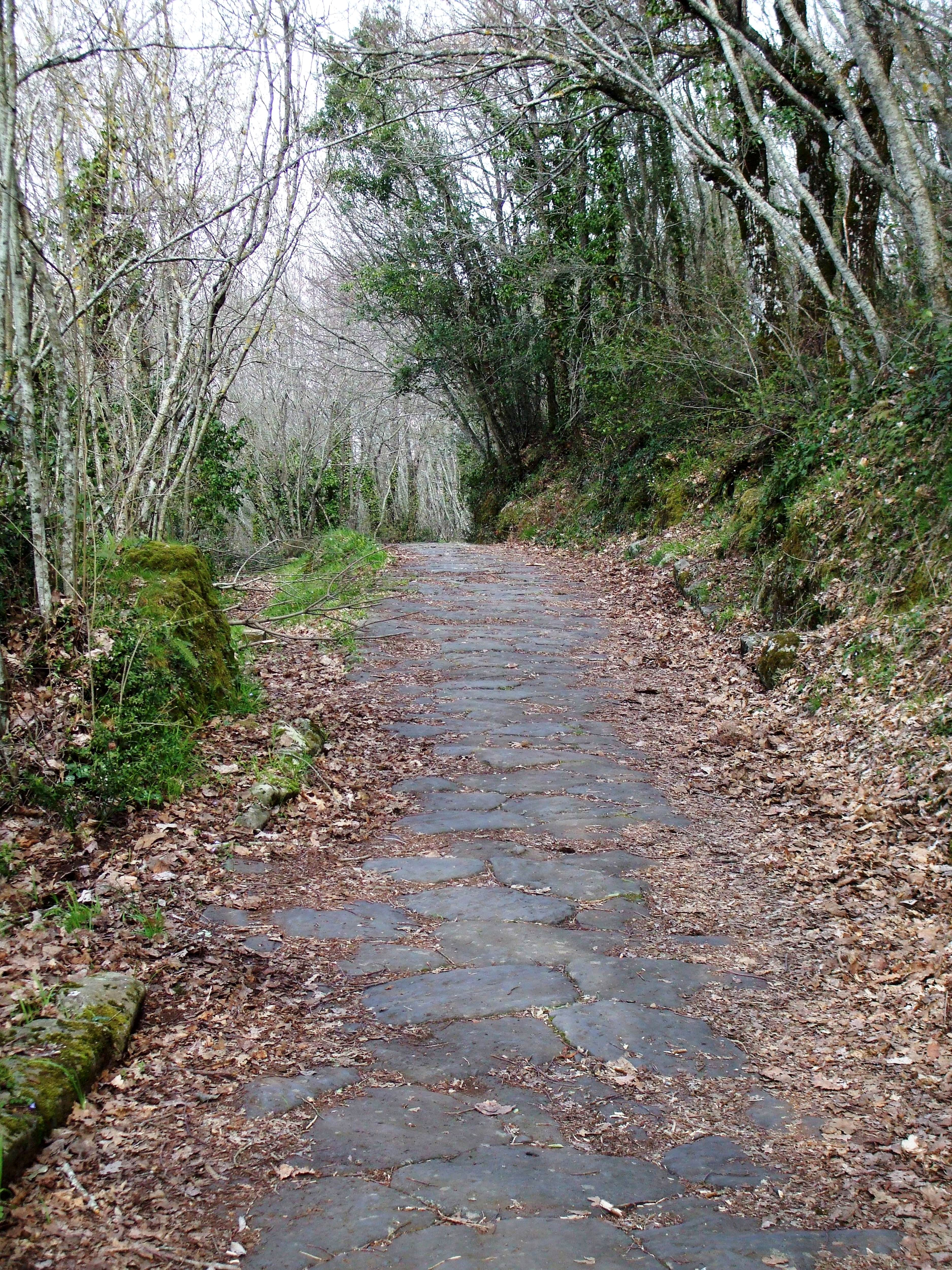
La via Sacra

## Telecomunicazioni
Monte Cavo è un importante centro di trasmissione radio-televisiva, essendo il principale sito laziale in termini di popolazione raggiunta, avendo un'esposizione favorevole sulla capitale e sull'entroterra romano, in un raggio utile che va da Ladispoli sino a Latina. Vi sono installati decine di ripetitori radio tra network locali e di rilievo nazionale, e stessa cosa vale per le trasmissioni televisive, con tralicci e pannelli trasmittenti orientati sia verso il territorio di Roma che verso l'Agro Pontino.
Nel periodo estivo, grazie ai fenomeni propagativi, i segnali provenienti da monte Cavo possono essere ascoltati sulle coste della Sardegna orientale (lo dimostrano peraltro gli esperimenti eseguiti negli anni trenta da Guglielmo Marconi e collegamenti effettuati tramite ripetitori ad uso amatoriale qui presenti), nonché in alcune vallate della Calabria e della Sicilia.
È stato usato anche come parte del sistema di telecomunicazione troposcatter ACE High della NATO.
Negli ultimi anni la presenza massiccia di trasmettitori televisivi sulla sommità del monte ha provocato le proteste della popolazione preoccupata per i possibili effetti derivati dall'elettrosmog, mentre i tradizionalisti pagani romani ritengono la presenza delle antenne una profanazione di quello che per loro è ancora un luogo sacro e ne chiedono la rimozione.
Recentemente, a seguito della variazione del piano regionale delle frequenze, è stato stabilito che circa metà degli impianti dovranno essere spostati altrove, ma provvedimenti definitivi in tal senso non hanno ancora avuto luogo.

## Galleria d'immagini

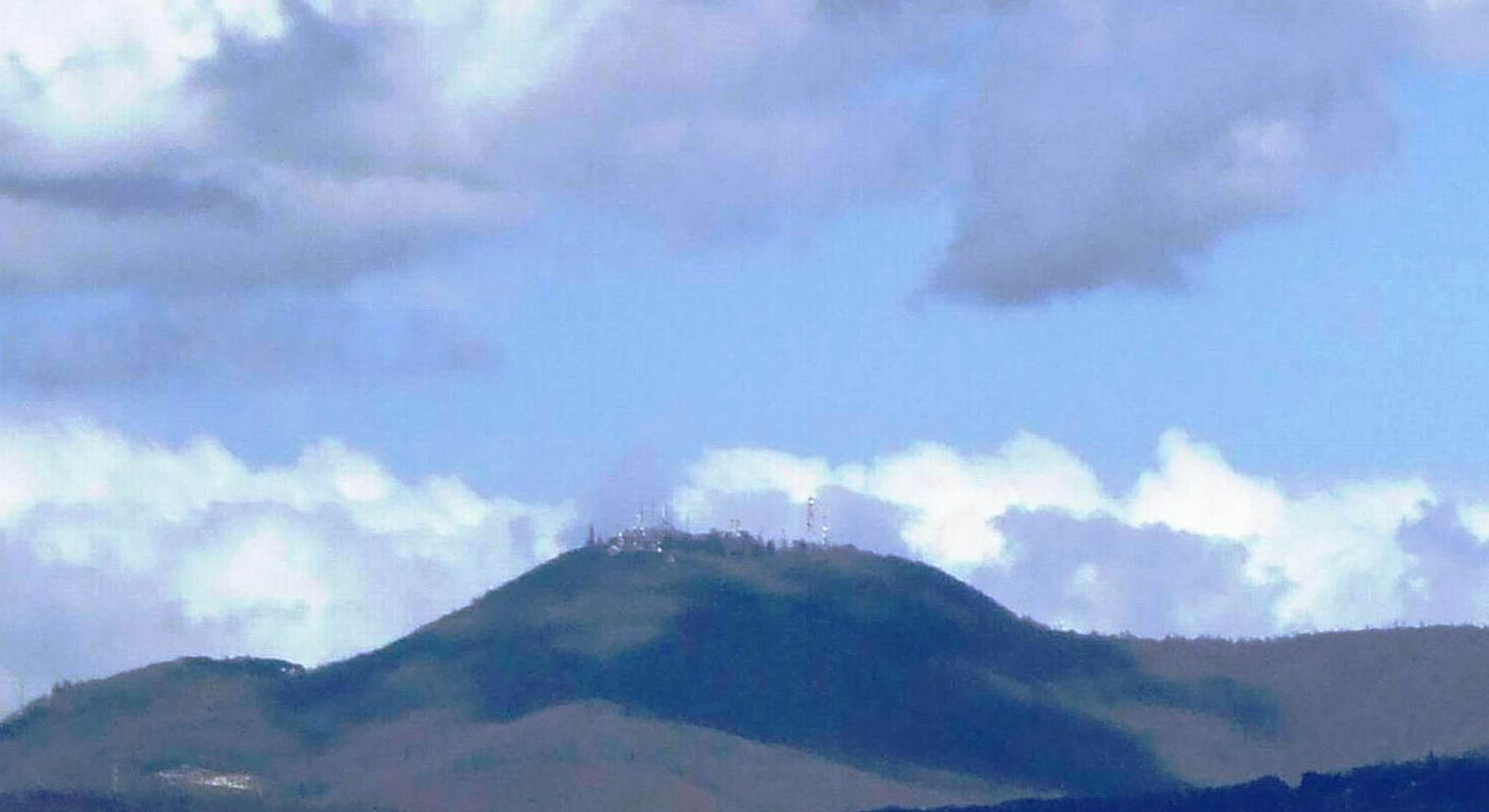
Il monte Cavo come appare oggi
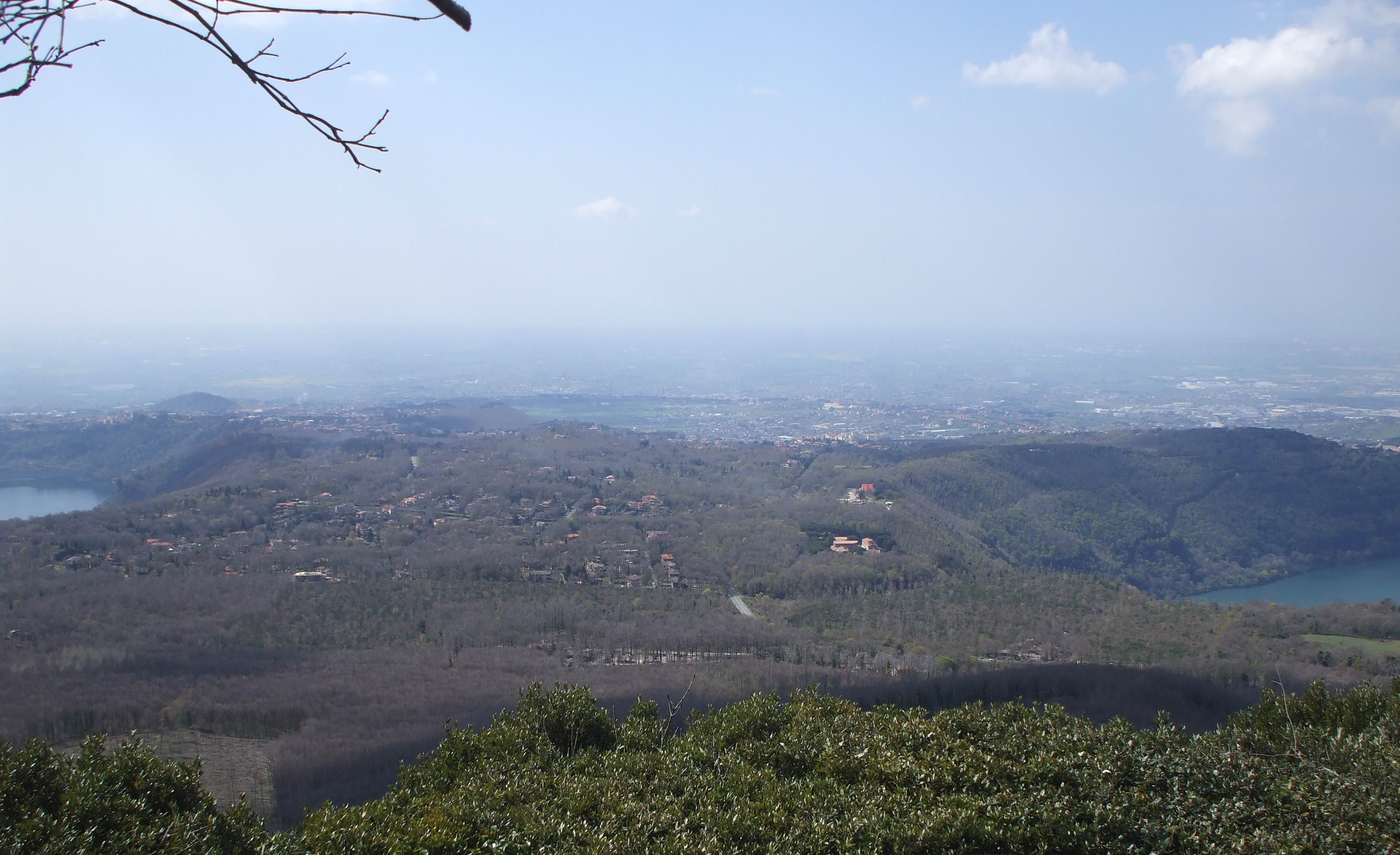
Panorama dei laghi di Nemi ed Albano dal monte Cavo; in primo piano al centro il monte Gentile, sullo sfondo Vallericcia
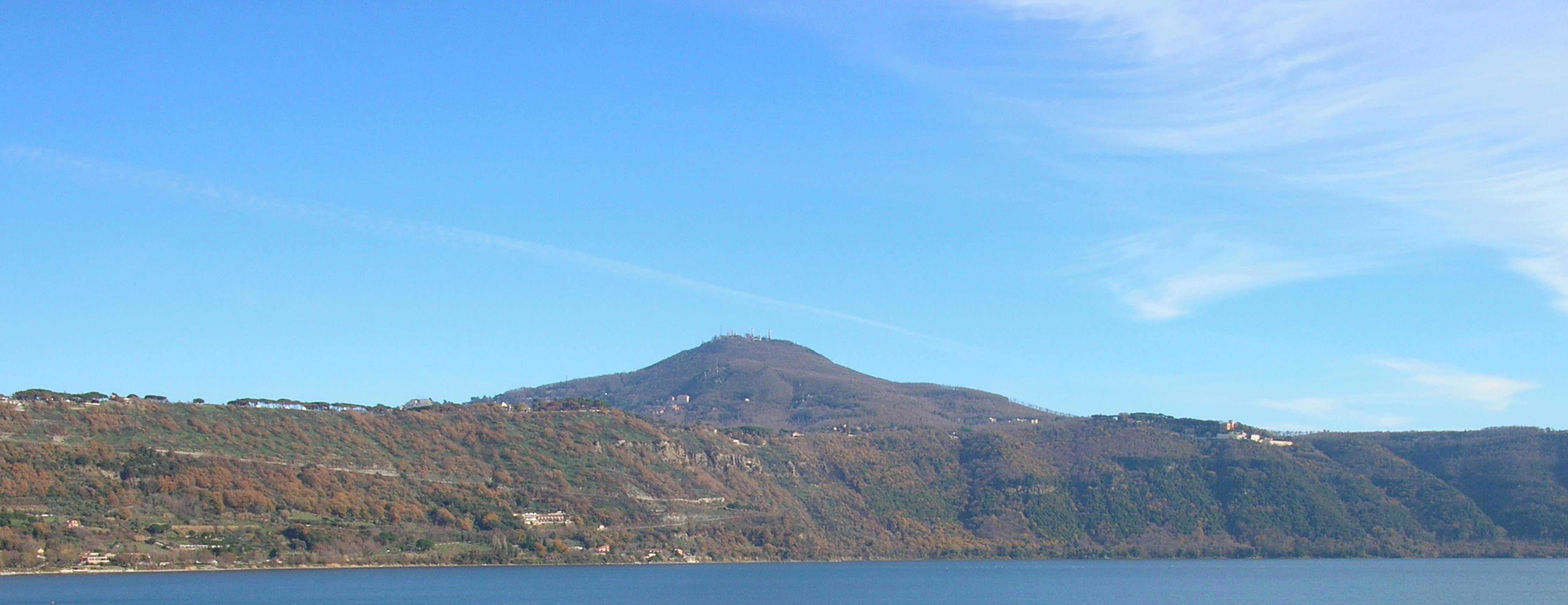
Monte Cavo e lago Albano
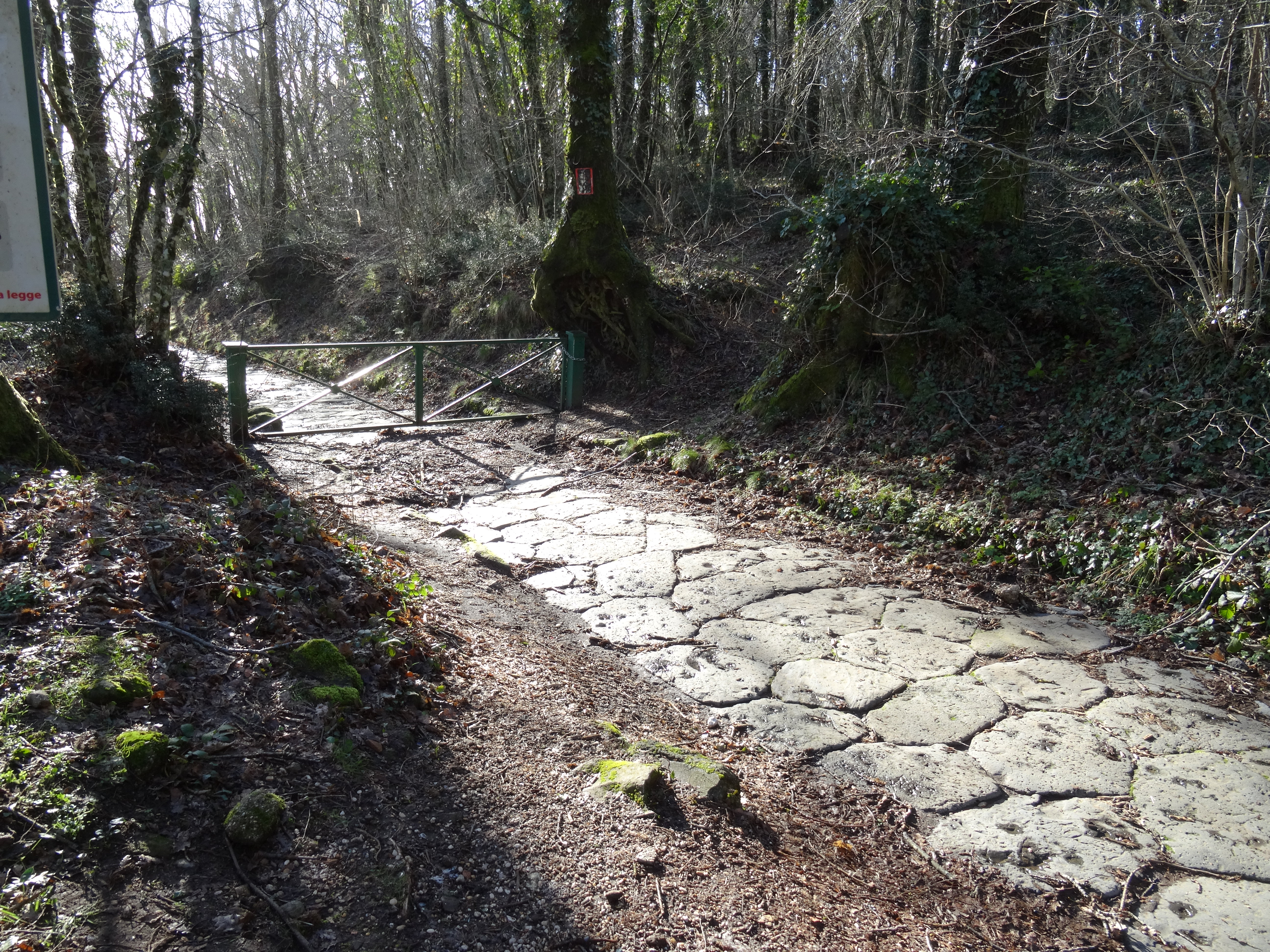
Via Sacra